# غريس كونكلينج
غريس كونكلينج (بالإنجليزية: Grace Conkling)‏ هي كاتِبة وشاعرة أمريكية، ولدت في 7 فبراير 1878 في نيويورك في الولايات المتحدة، وتوفيت في 15 نوفمبر 1958.

## وصلات خارجية
- غريس كونكلينج على موقع ميوزك برينز (الإنجليزية)